# Clase John C. Butler
La clase John C. Butler fueron destructores de escolta que se construyeron durante la Segunda Guerra Mundial. El buque líder fue el USS John C. Butler, encargado el 31 de marzo de 1944. La clase también se conocía como el tipo WGT por su motor de turbina con engranajes Westinghouse. De los 293 barcos planeados originalmente, 206 fueron cancelados en 1944 y otros cuatro después de ser amarrados; tres no se completaron hasta después del final de la Segunda Guerra Mundial. Las últimas unidades que estaban en servicio se retiraron en 1974.
El USS Slater (DE-766) se conserva como buque museo en Albany, Estado de Nueva York.